# Antheit
Antheit is een dorp in de Belgische provincie Luik en een deelgemeente van de gemeente Wanze. Tot 1977 vormde het een zelfstandige gemeente.

## Bezienswaardigheden
- De voormalige Cisterciënzerinnenabdij Val-Notre-Dame. De in 1202 gestichte abdij werd in 1794 door de Fransen opgeheven. Het huidige complex wordt gedomineerd door de ingangspartij met twee torens, die in de 17e eeuw in Maaslandse renaissancestijl werden gebouwd.
- De Sint-Martinuskerk (Église Saint-Martin) werd omstreeks 1600 gebouwd op de plaats van een eerdere kerk. Hij werd gewijzigd in 1715 en 1726 en in 1840 werd de kerk vergroot en de 18e-eeuwse toren werd toen verhoogd.
- De Onze-Lieve-Vrouw van de Verlossingkapel (Chapelle Notre-Dame de la Délivrance) is een betreedbare kapel die kort na 1675 werd gebouwd.

## Natuur en landschap
Westelijk van Antheit stroomt de Mehaigne om bij Wanze in de Maas uit te monden. De Maas ligt zuidelijk van Antheit. Aan de Maaszijde ligt de Grotte du Mont Falize waar menselijke resten uit het neolithicum werden aangetroffen. De hoogte aan de kerk bedraagt 111 meter.

## Demografische ontwikkeling
- Bronnen:NIS, Opm:1831 tot en met 1970=volkstellingen, 1976= inwoneraantal op 31 december

## Bekende inwoners
- Paul Delvaux, surrealistische kunstschilder (1897-1994)
- Frédéric François, zanger (1950- )

## Nabijgelegen kernen
Vinalmont, Villers-le-Bouillet, Wanze, Ampsin
Deelgemeenten: Antheit ·Bas-Oha · Huccorgne · Moha · Vinalmont · Wanze

Belgische gemeenten · Arrondissement Hoei · provincie Luik · Wallonië